# Nguyễn Phúc Quang
Nguyễn Phúc Quang (chữ Hán: 阮福㫕, 10 tháng 9 năm 1811 – 29 tháng 6 năm 1845), tước phong An Khánh vương (安慶王), là một hoàng tử con vua Gia Long nhà Nguyễn trong lịch sử Việt Nam.

## Tiểu sử
Hoàng tử Quang sinh ngày 23 tháng 7 (âm lịch) năm Tân Mùi (1811), là con trai thứ 12 của vua Gia Long, mẹ là Mỹ nhân Trịnh Thị Thanh.

### Thời Minh Mạng
Năm Minh Mạng thứ 6 (1825), hoàng đệ Quang được sách phong làm An Khánh công (安慶公).
Năm thứ 7 (1826), An Khánh công Quang cho gia nhân trong phủ đi mua rẻ hàng ở chợ, bị phạt bổng 1 năm. Vua Minh Mạng nhân đó dụ bộ Hình rằng: "Nơi Kinh kỳ pháp lệnh rất nghiêm, thế mà từ trước đến nay nhiều bọn cậy thế áp bức bình dân, uy hiếp mua bán. Trước đã từng bảo trước mắt cho Kinh doãn phải bắt trị tội. Nếu không nêu rõ lệnh cấm thì sao tỏ rõ pháp luật của nước để cho dân tin? Tự nay phàm nhà bếp ở sở Thượng thiện và các nha, cùng những bọn côn đồ vô lại mà dám mua rẻ hàng hoá ở chợ phố, thì không cứ tang số nhiều ít, đều tâu rõ ngay, đem chém ngay tại địa phương cho mọi người biết. Ghi làm lệnh".
Cuối năm thứ 11 (1830), bà cung tần Trịnh thị mẹ An Khánh công qua đời, được tặng làm Mỹ nhân, cho thụy là Cung Lệ (恭麗). An táng bà Trịnh Mỹ nhân xong xuôi, An Khánh công Quang lại nhiều lần dâng sớ xin thợ và vật liệu, đều được vua gia ơn cấp cho. Mộ của bà Mỹ nhân họ Trịnh được táng cạnh Quảng Oai công Quân (hiện đều tọa lạc tại phường Hương Long, thành phố Huế), anh thứ 10 của An Khánh công.
Năm thứ 13 (1832), An Khánh công Quang lại tâu xin gạch ngói và dự chi thêm lương bổng năm thứ 14. Vua tức giận, dụ rằng: "An Khánh công Quang, trước kia lấy cớ có việc tang riêng, đã xin nhờ thợ làm và vật liệu chẳng phải chỉ có 2,3 lần, ta cho rằng Quang là chỗ thân công, nên đã đặc cách hậu thưởng cấp cho và phái binh tượng đến giúp việc, lại gia ơn cho mượn lương bổng năm Minh Mệnh thứ 13 để chi dùng vào việc tang. Nay không biết lấy làm đủ, lại có lời cầu xin này, xem ra chỉ là mượn cớ mong nhờ lời nói hàm hồ thực là ngu tối, nhàm quá. Tập tấu ấy phải quăng trả lại rồi truyền chỉ nghiêm sức, từ nay trở đi nếu không yên phận hễ còn tâu xin càn bậy việc gì thì giao ngay cho phủ Tôn nhân hội đồng với bộ Hình nghiêm xét không tha". Từ đấy về sau, Quang không dám xin càn việc gì nữa.
Năm thứ 14 (1833), ba ngày Tết, hoàng tử Đức Thọ công Miên Nghi, hoàng đệ An Khánh công Quang và Từ Sơn công Mão được sai thay vua đi tế các miếu, vì chậm trễ lỡ việc nên cả ba dâng sớ nhận lỗi. Vua nói rằng: "Ngày thường, ta dạy con em, chắc là cả đình thần đều biết, không ngờ lũ ấy quen tính dong chơi, gặp việc, chẳng biết kinh sợ, ta là cha anh, thực cũng khó chối được cái lỗi dạy bảo không nghiêm". Tôn nhân phủ bàn xét, Đức Thọ công và An Khánh công đều bị phạt lương 1 năm, còn Từ Sơn công vì trễ bỏ việc tế, phạt lương 4 năm.
Vua lại cho rằng bộ Lễ và viện Đô sát điềm nhiên không tham hặc về việc ấy, bèn hỏi thì họ đều cho là vì gặp ngày tết, chưa kịp dâng trình. Vua nói: "Ta đã từng dụ bảo tận mặt, hễ có việc gì phải tâu, thì không câu nệ là ngày tết. Vậy mà các ngươi lại lót miệng bằng cớ đó thì có nên không? Bộ và Viện đáng lẽ có lỗi đấy, nhưng nghĩ, nếu nay giao xuống để xét, thì tựa hồ con em ta có lỗi mà giận lây đến người bên cạnh, nên hẵng tạm tha. Từ nay, phàm các hoàng tử, các tước công và văn võ đại thần, nếu ai có lầm lỗi thì nên tức khắc chỉ tên mà tham hặc, không được chậm chạp quanh co nghe ngóng".
Năm thứ 21 (1840), vua cho đúc các con thú bằng vàng để ban thưởng cho các hoàng thân anh em, các hoàng tử công và hoàng tử chưa được phong tước. An Khánh công Quang được ban cho một con kỳ lân bằng vàng nặng 3 lạng 5 đồng cân.

### Thời Thiệu Trị
Năm Thiệu Trị thứ nhất (1841), vua xuống dụ miễn cho các thân công Kiến An, Định Viễn, Diên Khánh, Điện Bàn, Thường Tín, An Khánh và Từ Sơn, đều là hoàng thúc của vua, khỏi phải lạy ngày thường chầu, trừ khi triều hội và các điển lễ lớn.
Cuối năm thứ 2 (1842), An Khánh công Quang có tên thuộc viên trong phủ là Đoàn Viết Tâm lấy cắp đồ vật riêng, bị đánh 50 roi, qua 17 ngày, tên Tâm chết. Phủ Thừa Thiên tâu việc này lên. Vua sai Tôn nhân phủ và Hình bộ hội đồng tra hỏi, xét ra do tên lính phủ Nguyễn Đức Thịnh đánh mạnh tay đến chết tên Tâm. Tên Thịnh bị tội mãn đồ, An Khánh công bị phạt lương 8 năm. Vua dụ: "Gia pháp của bản triều rất nghiêm, trẫm làm chủ thiên hạ, giữ một lòng chí công, vốn không vì người thân mà bỏ phép nước, như việc thân công trị phạt không đúng phép để đến chết người thì pháp luật tất phải thi hành trừng phạt, không những chỉ phạt bớt lương 8 năm mà thôi đâu. Nhưng xét ra không phải là dụng tình làm tàn ngược phi pháp, vậy cũng có thể vừa giữ phép vừa cân nhắc với tình để cho được vừa phải", bèn giảm án phạt chỉ bớt lương 4 năm, nhưng phải chịu 10 lạng bạc tiền mai táng, chu cấp cho thân nhân người chết.
Năm thứ 3 (1843), vua đều miễn cho các hoàng thúc không phải dâng rượu mừng các lễ chúc thọ, lại cho thứ bậc chỗ ngồi trên các hoàng thân khác.
Năm thứ 4 (1844), tế trời đất ở đàn Nam Giao. Lễ xong, vua thưởng cho hoàng thân và các quan văn võ kim tiền, ngân tiền theo thứ bậc. Các hoàng thúc của vua đều được ban thêm một đồng kim tiền lớn hạng nhất có chữ Long vân khế hội.
Năm thứ 5 (1845), ngày 25 tháng 5 (âm lịch), An Khánh công mất, hưởng dương 35 tuổi, được ban thụy là Trang Mẫn (莊敏). Vua cho nghỉ chầu 3 ngày, cấp cho 2000 quan tiền, phái Thọ Xuân công Miên Định tế rượu một tuần. Mộ của ông được táng tại Trúc Lâm (nay là một phần của phường Hương Hồ, thị xã Hương Trà, Huế).
An Khánh công qua đời mà không có con thừa tự nên được thờ tại đền Triển Thân. An Khánh công được truy tặng làm Quận vương, cải thụy thành Trang Cung (莊恭), dựa theo những dòng chữ khắc trên bia mộ. Hậu duệ dòng họ Nguyễn Phúc sau này, có lẽ vì nhầm lẫn nên đã chép tước hiệu ông thành An Khánh vương.
Một người con trai của Diên Khánh vương Nguyễn Phúc Tấn (hoàng tử thứ 7 của Gia Long) tên là Diên Điệp được đưa sang kế tập phòng An Khánh, đổi tên thành Khâm Thịnh cho hợp với bài Phiên hệ thi phòng này. Thịnh được phong làm An Khánh Huyện công, sau tấn làm Quận công.
An Khánh vương có một bà thứ thất họ Nguyễn Ngọc, được táng gần Văn Thánh, thuộc địa phận phường Hương Hồ.

## Vụ mua lại An Khánh vương từ để tái dựng Hưng Miếu
An Khánh vương từ trước đây là phủ đệ của An Khánh vương Nguyễn Phúc Quang, tọa lạc tại làng Xuân Hòa xưa kia (nay là một phần của phường Hương Long). Năm 1949, cựu hoàng Bảo Đại về nước, có nhã ý muốn mua lại khu phủ thờ của An Khánh vương để tái dựng Hưng Miếu (nơi thờ Thế tử Nguyễn Phúc Luân và Thái hậu Nguyễn Thị Hoàn). Hưng Miếu cũ đã bị đốt cháy vào tháng 2 năm 1947, cùng với nhiều công trình trong hoàng thành Huế.
Khi Bảo Đại ra Huế thăm mẹ là bà Từ Cung, ông cho gọi một người trong họ là Ý Trinh, cháu 5 đời của vương An Khánh đến gặp và tỏ ý muốn mua An Khánh Vương từ để tái dựng Hưng Miếu. Bảo Đại nói với ông Ý Trinh rằng: "Thưa chú, hiện nay ông nội bà nội (ý chỉ Thế tử Nguyễn Phúc Luân và Thái hậu Nguyễn Thị Hoàn) không có nơi nương tựa, mà cháu nội (Ý chỉ An Khánh vương Quang) lại có được tổ ấm (tức phủ thờ An Khánh vương). Chú nghĩ thế nào?".
Ông Ý Trinh hiểu ý của Bảo Đại, thưa lại rằng: "Dạ thưa, đức Quốc trưởng dạy như thế nào thì chúng tôi xin vâng theo thế ấy". Sau đó Bảo Đại bàn lại vấn đề này với bà Từ Cung rồi mấy hôm sau, ông cho Phủ Thủ Hiến mang 300.000 đồng tiền thời đó qua mua lại phủ thờ để đem về tái lập Hưng Miếu.
Năm 1951, khu phủ thờ An Khánh được giao lại cho nhà thầu khoán Nguyễn Ngọc Bang tái dựng lại thành Hưng Miếu mới. Hiện nay vẫn có thể mường tượng được hình dạng An Khánh Vương từ qua Hưng Miếu, dù nó đã bị tháo dỡ bớt đôi chút vì diện tích của phủ lớn hơn so với Hưng Miếu trước kia.